# Laborc (keresztnév)
A Laborc szláv → magyar eredetű férfinév, Anonymus névalkotása a hasonló nevű folyó nevéből, és ő tette meg az Árpád vitézeitől legyőzött ungvári kapitány nevének. Más vélemények szerint a jelentése: hős párduc.[forrás?]

## Gyakorisága
Az 1990-es években szórványos név, a 2000-es években nem szerepel a 100 leggyakoribb férfinév között.

## Névnapok
- július 23.[2]
- szeptember 30.[2]

## Híres Laborcok
- Laborc az István, a király című rockopera fiktív szereplője